# Bohr (ort)
Bohr (persiska: بهر, بار) är en ort i Iran.   Den ligger i provinsen Bushehr, i den centrala delen av landet, 700 km söder om huvudstaden Teheran. Bohr ligger 43 meter över havet och antalet invånare är 278.
Terrängen runt Bohr är huvudsakligen platt, men åt nordost är den kuperad. Runt Bohr är det ganska glesbefolkat, med 43 invånare per kvadratkilometer. Närmaste större samhälle är Shabānkāreh, 10,8 km sydost om Bohr. Trakten runt Bohr är ofruktbar med lite eller ingen växtlighet.